# Tênis de mesa nos Jogos Pan-Americanos de 2019
As competições de tênis de mesa nos Jogos Pan-Americanos de 2019 foram realizadas de 4 a 10 de agosto na Villa Deportiva Nacional, em Callao. Contou com as disputas dos torneios individual e por equipes masculino e feminino, além dos eventos de duplas masculinas, femininas e mistas, totalizando sete eventos com distribuição de medalhas.

## Calendário
| Julho / Agosto | 24 | 25 | 26 | 27 | 28 | 29 | 30 | 31 | 1 | 2 | 3 | 4 | 5 | 6 | 7 | 8 | 9 | 10 | 11 |
| -------------- | -- | -- | -- | -- | -- | -- | -- | -- | - | - | - | - | - | - | - | - | - | -- | -- |
| Tênis de mesa  |    |    |    |    |    |    |    |    |   |   |   |   | 1 | 2 | 2 |   |   | 2  |    |

|  | Dia de competição |  | Dia de final |

## Medalhistas
Masculino
| Evento              | Ouro                                                   | Prata                                                       | Bronze                                              |
| ------------------- | ------------------------------------------------------ | ----------------------------------------------------------- | --------------------------------------------------- |
| Individual detalhes | Hugo Calderano BRA Brasil                              | Jiaji Wu DOM República Dominicana                           | Eugene Wang CAN Canadá                              |
| Individual detalhes | Hugo Calderano BRA Brasil                              | Jiaji Wu DOM República Dominicana                           | Kanak Jha USA Estados Unidos                        |
| Duplas detalhes     | Hugo Calderano Gustavo Tsuboi BRA Brasil               | Gaston Alto Horacio Cifuentes ARG Argentina                 | Brian Afanador Daniel González PUR Porto Rico       |
| Duplas detalhes     | Hugo Calderano Gustavo Tsuboi BRA Brasil               | Gaston Alto Horacio Cifuentes ARG Argentina                 | Emil Santos Jiaji Wu DOM República Dominicana       |
| Equipes detalhes    | Kanak Jha Nikhil Kumar Nicholas Tio USA Estados Unidos | Gaston Alto Horacio Cifuentes Pablo Tabachnik ARG Argentina | Andy Pereira Jorge Campos Livian Martinez CUB Cuba  |
| Equipes detalhes    | Kanak Jha Nikhil Kumar Nicholas Tio USA Estados Unidos | Gaston Alto Horacio Cifuentes Pablo Tabachnik ARG Argentina | Eric Jouti Gustavo Tsuboi Hugo Calderano BRA Brasil |

Feminino
| Evento              | Ouro                                                  | Prata                                                       | Bronze                                           |
| ------------------- | ----------------------------------------------------- | ----------------------------------------------------------- | ------------------------------------------------ |
| Individual detalhes | Adriana Díaz PUR Porto Rico                           | Jennifer Wu USA Estados Unidos                              | Melanie Díaz PUR Porto Rico                      |
| Individual detalhes | Adriana Díaz PUR Porto Rico                           | Jennifer Wu USA Estados Unidos                              | Bruna Takahashi BRA Brasil                       |
| Duplas detalhes     | Adriana Díaz Melanie Díaz PUR Porto Rico              | Jennifer Wu Lily Zhang USA Estados Unidos                   | Alicia Côté Zhang Mo CAN Canadá                  |
| Duplas detalhes     | Adriana Díaz Melanie Díaz PUR Porto Rico              | Jennifer Wu Lily Zhang USA Estados Unidos                   | Bruna Takahashi Jessica Yamada BRA Brasil        |
| Equipes detalhes    | Adriana Diaz Melanie Diaz Daniely Rios PUR Porto Rico | Caroline Kumahara Bruna Takahashi Jessica Yamada BRA Brasil | Alicia Côté Ivy Liao Zhang Mo CAN Canadá         |
| Equipes detalhes    | Adriana Diaz Melanie Diaz Daniely Rios PUR Porto Rico | Caroline Kumahara Bruna Takahashi Jessica Yamada BRA Brasil | Jennifer Wu Lily Zhang Yue Wu USA Estados Unidos |

Misto
| Evento          | Ouro                            | Prata                                     | Bronze                                     |
| --------------- | ------------------------------- | ----------------------------------------- | ------------------------------------------ |
| Duplas detalhes | Eugene Wang Zhang Mo CAN Canadá | Bruna Takahashi Gustavo Tsuboi BRA Brasil | Kanak Jha Jennifer Wu USA Estados Unidos   |
| Duplas detalhes | Eugene Wang Zhang Mo CAN Canadá | Bruna Takahashi Gustavo Tsuboi BRA Brasil | Adriana Díaz Brian Afanador PUR Porto Rico |

## Classificação
Um total de 84 mesa-tenistas se qualificaram para competir (42 homens e 42 mulheres). Cada nação pode inscrever no máximo 6 atletas (três por gênero). Cada gênero contou com 12 equipes qualificadas, sendo uma reservada para o país anfitrião Peru. Foram alocados seis lugares para eventos individuais (por gênero) aos atletas que obtiveram os melhores resultados no torneio de qualificação para eventos individuais dos Jogos Pan-Americanos. 

## Quadro de medalhas
| Ordem | País                     | Medalha de ouro | Medalha de prata | Medalha de bronze |    |
| ----- | ------------------------ | --------------- | ---------------- | ----------------- | -- |
| 1     | PUR Porto Rico           | 3               |                  | 3                 | 6  |
| 2     | BRA Brasil               | 2               | 2                | 3                 | 7  |
| 3     | USA Estados Unidos       | 1               | 2                | 3                 | 6  |
| 3     | CAN Canadá               | 1               |                  | 3                 | 4  |
| 5     | ARG Argentina            |                 | 2                |                   | 2  |
| 6     | DOM República Dominicana |                 | 1                | 1                 | 2  |
| 7     | CUB Cuba                 |                 |                  | 1                 | 1  |
| TOTAL | TOTAL                    | 7               | 7                | 14                | 28 |